# Australische zalmen
Australische zalmen (Arripidae) vormen een familie van vissen die tot de orde van baarsachtigen (Perciformes) behoort. Het is een kleine familie met maar één geslacht (Arripis).
Sommige taxonomen beschouwen Arripis truttacea als een ondersoort van Arripis trutta.

## Leefgebied
De vissen worden gevonden in het zuiden van Australië (inclusief Tasmanië en Nieuw-Zeeland).

## Systematische positie
De familie is, hoewel de naam anders doet vermoeden, niet verwant aan de familie van de Salmonidae van het Noordelijk halfrond.

## Relatie tot de mens
De vissen zijn populair onder sportvissers.

## Geslacht
- Arripis Jenyns, 1840